# Luke Littler
Pour les articles homonymes, voir Littler.
Luke Littler, né le 21 janvier 2007 à Runcorn, est un joueur de fléchettes anglais.
En 2024, il atteint la finale du championnat du monde, après avoir éliminé l'ancien champion Rob Cross en demi-finale. En finale, il s'incline néanmoins, sur le score de 7 manches à 4, contre son compatriote Luke Humphries.
Le 3 janvier 2025 Luke Littler s’impose face à Michael Van Gerwen et devient le plus jeune champion du monde de fléchettes. 
En juillet 2025, il devient le cinquième joueur de l'histoire à avoir remporté les trois événements de la triple couronne de la PDC (en) grâce à son titre au World Matchplay.

## Carrière

### Les débuts
Luke Littler, né le 21 janvier 2007 à Runcorn, a été bercé très tôt par les fléchettes, ayant commencé à pratiquer la discipline à 18 mois grâce à un jeu magnétique acheté par son père. Il fait ses débuts professionnels dès l'âge de douze ans au sein de la BDO (British Darts Organization) et de la WDF (World Darts Federation/Fédération mondiale de fléchettes).

### 2023-2024
Il se fait connaitre mondialement en décembre 2023 à l'occasion de sa première participation aux championnats du monde de fléchettes alors qu'il n'est encore âgé que de seize ans. À l’époque, l’adolescent n’avait joué qu’une poignée de matchs professionnels et se classait seulement 164e mondial de la discipline. Il atteint la finale après avoir éliminé l'ancien champion Rob Cross en demi-finale,. En finale, il s'incline néanmoins, sur le score de 7 manches à 4, contre son compatriote Luke Humphries. Cette finale a été l’événement sportif le plus regardé, en dehors du football, dans l’histoire de Sky Sports, avec 4,8 millions de téléspectateurs.
Le 23 mai 2024, Luke Littler devient le plus jeune vainqueur de l'histoire de la Premier League des fléchettes. Il rencontre Luke Humphries en finale. Il remporte celle-ci 11 à 7 contre le champion du monde tout en effectuant un nine-dart finish durant la finale, prouvant une nouvelle fois la montée en puissance du jeune joueur.
Le 21 décembre 2024, il devient le nouveau détenteur du record du monde de nombre de points moyen dans une manche durant les Championnats du monde de fléchettes. Il réalise ce record durant le deuxième tour de ce tournoi. Menant 2 à 1 face à l'Anglais Ryan Meikle, le jeune britannique élève une nouvelle fois son niveau de jeu pour atteindre une moyenne exceptionnelle de 140,91 points durant la quatrième manche et se qualifie ainsi pour le tour suivant.

### 2025
Le 3 janvier 2025, il devient champion du monde de fléchettes 2025, gagnant 7-3 contre Michael van Gerwen, devenant ainsi le plus jeune vainqueur de ce tournoi.
Lors de la Premier League de fléchettes 2025, il remporte six des seize étapes de la phase régulière, ce qui constitue un nouveau record de la compétition, avec un nine-dart finish réussi face à Michael van Gerwen lors de la 7e journée. En finale, Luke Humphries prend sa revanche de l'édition précédente en l'emportant sur le score de 11 à 8.
À 17 ans, et alors que sa carrière débute à peine, il a déjà remporté 1,5 million de gains en tournoi. Lui déclare « ne pas savoir quoi faire de tout cet argent ».
Il est associé à Luke Humphries lors de la coupe du monde PDC (en) à Francfort-sur-le-Main où la paire est présentée comme la grande favorite de la compétition. Celle-ci est éliminée dès le deuxième tour par la paire allemande composée de Martin Schindler et Ricardo Pietreczko sur le score de  8 à 4. 

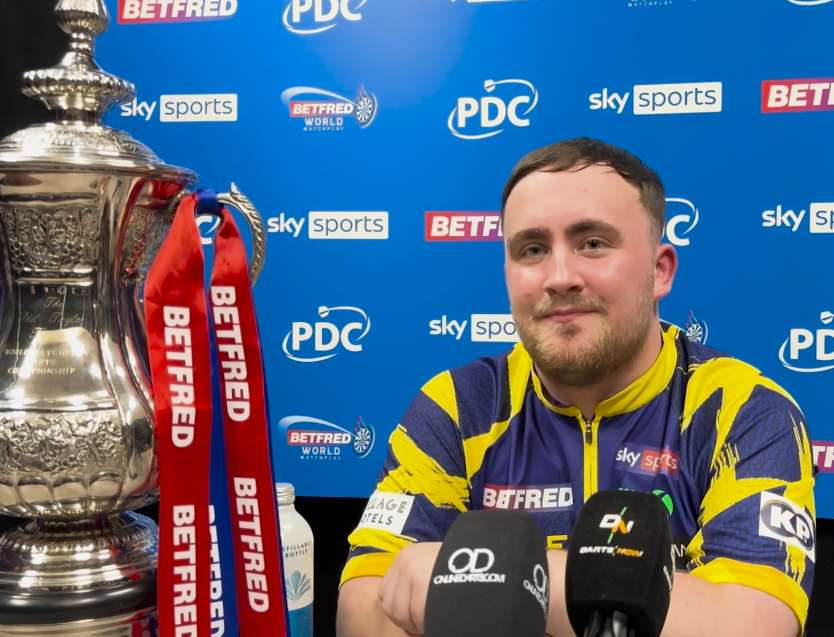
Victoire au World Matchplay 2025.

Lors de l'édition des World Matchplay, il réussit un nine-dart finish lors de sa demi-finale face à Josh Rock. En finale, il affronte James Wade (en) qu'il bat sur le score de 18 à 13, devenant ainsi le cinquième à réussir la triple couronne de la PDC (en), après Gary Anderson, Phil Taylor, Michael van Gerwen et Luke Humphries.

### Distinctions personnelles
Luke Littler est désigné Jeune sportif de l'année 2024 pour la BBC, BBC Young Sports Personality of the Year
 et finaliste pour le trophée de Sportif de l'année (BBC Sport) de la même année, devancé par 
Keely Hodgkinson, championne olympique du 800 m, lors des Jeux olympiques 2024.
En juin 2025, Littler est élevé au rang de membre de l'Ordre de l'Empire britannique (MBE) pour ses services rendus aux fléchettes.

## Vie personnelle
Né dans le nord de l'Angleterre, il est fan de Manchester United (football) et des Warrington Wolves (rugby à 13) dont les couleurs de sa tenue de compétition s'inspirent.

## Nine-dart finishes
| N° | Date            | Adversaire         | Tournoi                    | Méthode                           |
| -- | --------------- | ------------------ | -------------------------- | --------------------------------- |
| 1  | 19 janvier 2024 | Nathan Aspinall    | Bahrain Darts Masters 2024 | 3 x T20 ; 3 x T20 ; T20, T19, D12 |
| 2  | 23 mai 2024     | Luke Humphries     | Premier League 2024 (en)   | 3 x T20 ; 3 x T20 ; T20, T19, D12 |
| 3  | 20 mars 2025    | Michael van Gerwen | Premier League 2025        | 3 x T20 ; 3 x T20 ; T20, T17, D15 |
| 4  | 26 juillet 2025 | Josh Rock          | 2025 World Matchplay (en). | 3 x T20 ; 3 x T20 ; T20, T17, D15 |